# Örvallssjön (Bjuråkers socken, Hälsingland)
Örvallssjön är en sjö i Hudiksvalls kommun i Hälsingland och ingår i Delångersåns huvudavrinningsområde. Sjön är 27 meter djup, har en yta på 0,678 kvadratkilometer och befinner sig 257,2 meter över havet. Sjön avvattnas av vattendraget Njupfatbäcken. Vid provfiske har bland annat abborre, gädda, harr och röding fångats i sjön.

## Delavrinningsområde
Örvallssjön ingår i det delavrinningsområde (687569-153085) som SMHI kallar för Ovan Njupfatbäcken. Medelhöjden är 259 meter över havet och ytan är 9,23 kvadratkilometer. Det finns inga avrinningsområden uppströms utan avrinningsområdet är högsta punkten. Njupfatbäcken som avvattnar avrinningsområdet har biflödesordning 3, vilket innebär att vattnet flödar genom totalt 3 vattendrag innan det når havet efter 76 kilometer. Avrinningsområdet består mestadels av skog (85 procent). Avrinningsområdet har 0,68 kvadratkilometer vattenytor vilket ger det en sjöprocent på 7,3 procent.

## Fisk
Vid provfiske har följande fisk fångats i sjön:
- Abborre
- Gädda
- Harr
- Röding
- Siklöja